# WCW Mayhem (videogioco)
WCW Mayhem è un videogioco di wrestling del 1999 sviluppato da Kodiak Interactive (per le console casalinghe) e 2n Productions (per quella portatile) e pubblicato da Electronic Arts per PlayStation, Nintendo 64 e Game Boy Color, penultimo basato sulla World Championship Wrestling.

## Roster
- Goldberg
- Sting
- Diamond Dallas Page
- Randy Savage
- Booker T
- Bret Hart
- Buff Bagwell
- Konnan
- Ernest "The Cat" Miller
- Curt Hennig
- Bobby Duncum Jr.
- Kenny Kaos
- Norman Smiley
- Horace
- Scott Norton
- Stevie Ray
- Hollywood Hogan
- Scott Steiner
- Kevin Nash
- Lex Luger
- Disco Inferno
- Chris Benoit
- Dean Malenko
- Steve McMichael
- Rey Mysterio
- Kidman
- Eddy Guerrero
- Juventud Guerrera
- Raven
- Perry Saturn
- Kanyon
- Scott Hall
- Ric Flair